# استفن اگوستوس هورل‌بوت
استفن اگوستوس هورل‌بوت (انگلیسی: Stephen A. Hurlbut; ۲۹ نوامبر ۱۸۱۵ – ۲۷ مارس ۱۸۸۲) سیاست‌مدار اهل ایالات متحده آمریکا بود.